# Uc Brunenc
Pour les articles homonymes, voir Brunet.
Uc Brunenc ou Hugues Brunet, appelé aussi 'Bruneis' (avant 1190 - 1223) est un noble et un troubadour originaire du comté de Rodez dans le Rouergue, probablement de la famille Brunenc qui possédait le château de Vixouze en Carladès, mort en 1223 dans un couvent de Chartreux. 
On le destinait à l'état ecclésiastique, mais il entra par goût dans une autre carrière, où il eut tour à tour pour protecteurs son seigneur le comte de Rodez, le comte de Toulouse, le dauphin d'Auvergne, le roi d'Aragon et Bernard d'Anduze.
Il partagea la protection du dauphin d'Auvergne avec d'autres troubadours tels que Peire Cardenal, Peire d’Auvergne, Peire de Vic, dit le moine de Montaudon, Perdigon du Gévaudan, etc.
Six de ses œuvres ont survécu, dont une avec une mélodie. 

## Biographie
Né à Rodez dans le dernier quart du XIIe siècle, il fait partie de ces troubadours qui vivaient à l'époque troublée de la croisade contre les Albigeois et dans les régions les plus sensibles au catharisme, comme Pierre de Vic, Perdigon, Aimeric de Péguilhan ou Guillaume Ademar. 
Uc Brunenc est mentionné dans un seul document daté d'environ 1190. Il s'agit d'une convention avec l'abbaye de Bonnecombe, dans laquelle Uc demande le logement gratuit pour lui-même, cinq de ses chevaliers, et un domestique. Sa miniature le représente d'ailleurs avec la tonsure et la coule des moines. Mais son existence est attestée par ses propres œuvres, mentionnée par d'autres troubadours et par une vida.
La carrière d'Uc se continue jusque 1223, date d'un planh (lamentation) écrite sur sa mort par son jeune compatriote de Rodez, Daude de Pradas. 
Parmi ses protecteurs, on trouve Hugues II de Rodez (1135-1208), son suzerain, Alphonse II d'Aragon (v. 1155-1196), Raymond VI de Toulouse (1156-1222), Bernard VII d'Anduze, et Robert, Dalfi Alvernha (v. 1150-1234).
L'auteur de la vida d'Uc, dont la fiabilité est difficile à évaluer, indique qu'il est un clerc bien versé dans les lettres avec un esprit naturel qui est devenu jongleur et troubadour, mais qui n'a jamais composé de musique. Néanmoins, dans un manuscrit, un de ses poèmes est assorti d'une mélodie, et Daude de Pradas le traite de bon chanteur.
Il paraît qu'il eut à se plaindre des dames et des grands. Avant 1212, il chante les mérites d'Algayette de Scoraille, épouse d'Henri Ier, comte de Rodez. Plus tard, selon Nostradamus, après avoir aimé en vain Madame Juliana de la maison de Montégli, la vida rapporte qu'Uc est tombé éperdument amoureux d'une bourgeoise nommée Galiana, d'Aurillac. Malheureusement elle ignore ses avances et préfère prendre Hugues de Rodez comme amant. Dans sa douleur, Uc Brunet entra dans l'ordre de Cartosa (les chartreux) où il est mort.
On le trouve surtout mentionné comme objet des magnifiques complaintes amoureuses de Na de Casteldoza, dame d'un château situé à Sénezergues, à mi-chemin entre Vixouze et Rodez.

## L'œuvre

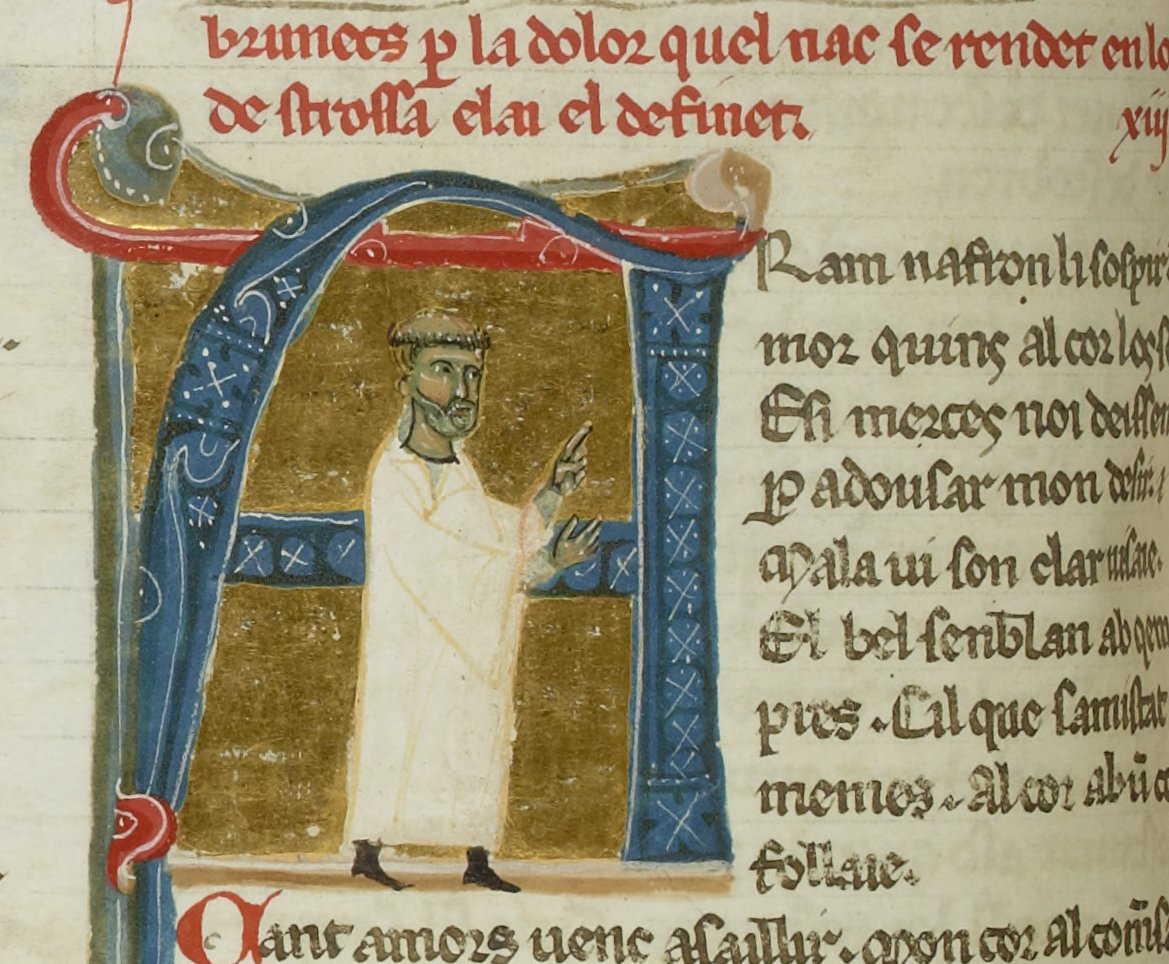
BnF ms. 854 fol. 102v - Représentation de Uc Brunenc.

Son œuvre consiste en sept ou huit pièces dont au moins cinq chansons et deux poèmes, en partie moraux. Ces pièces roulent sur des sujets souvent traités par les poètes provençaux.
Claude Charles Fauriel écrit de cette œuvre en 1846 : "Les émotions, les impressions de l'amour y sont décrites pour ainsi dire physiquement et presque personnifiées"
Dans ses chansons, il se plaint de la rigueur des dames. Dans ses petits poèmes, il déclame contre la dépravation des mœurs.
Un de ses sirventès peut être daté avec précision : il s'agit de Conplidas Razos novelas e plazens qui mentionne la mort de comtes los, le comte de Rodez, qui eut lieu en 1208. Il s'agit de sa seule œuvre dont la mélodie ait survécu. C'est une musique mélismatique et tonale avec un ton général en Fa, et qui se termine en Ré.

## Citations
- « L'amour s'élance doucement d'œil en œil, de l'œil dans le cœur, du cœur dans les pensées. »